# Siegerland

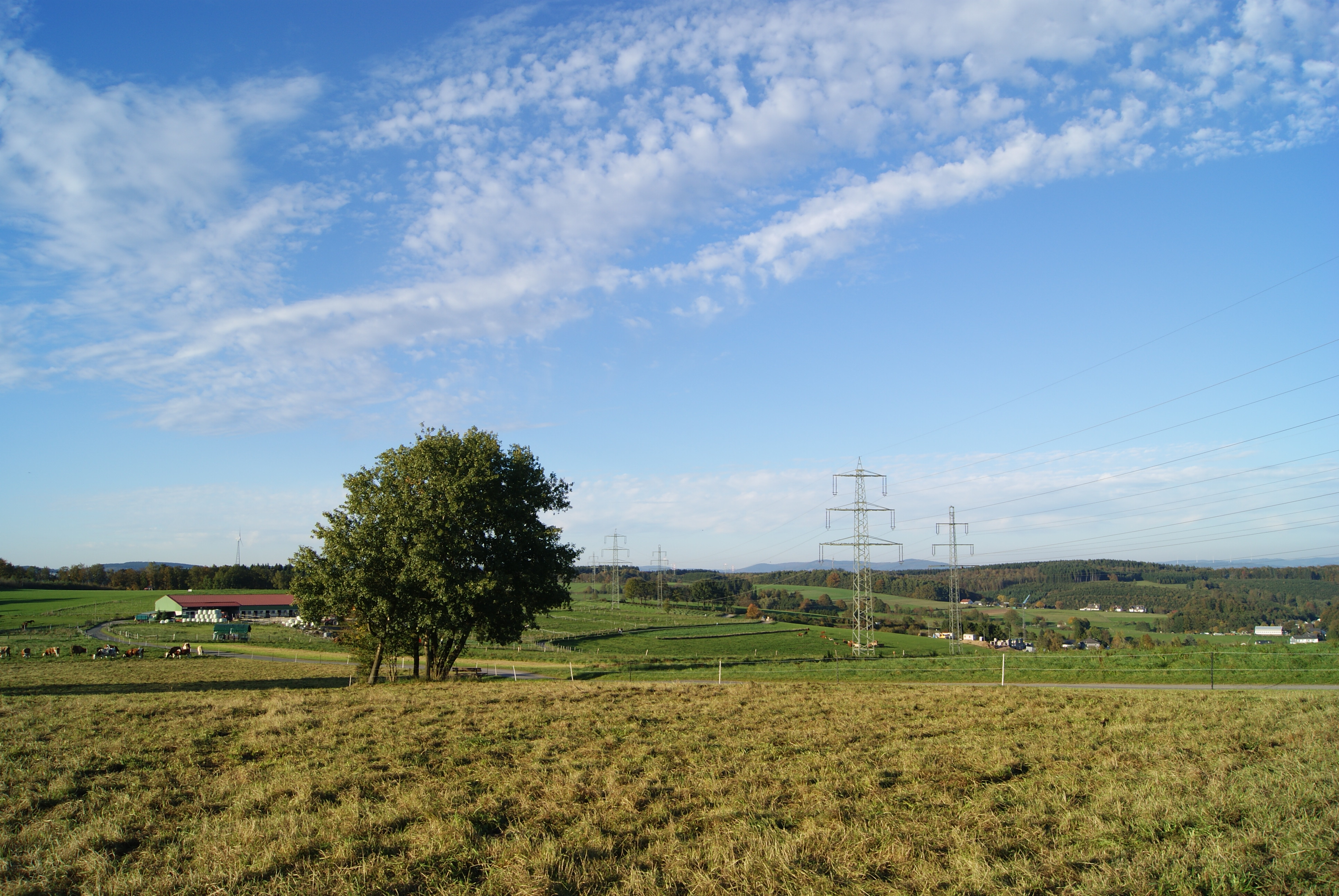
Paesaggio a Oberschelden

Il Siegerland è una regione della Germania che comprende il vecchio distretto di Siegen (attualmente parte del distretto di Siegen-Wittgenstein nella Renania Settentrionale-Vestfalia). Confina a occidente con la parte superiore del circondario di Altenkirchen (Renania-Palatinato). Ha una popolazione di circa 300 000 abitanti.
Dal punto di vista geologico, il Siegerland fa parte del Massiccio scistoso renano. Il punto più elevato è il monte Riemen, alto appena 678 metri sul livello del mare.
La regione è ricca di miniere di ferro. Si calcola che l'estrazione e la lavorazione del ferro nello Siegerland siano iniziate attorno al 600 a.C. Si stima che l'altoforno di Wilnsdorf risalga attorno al 500 a.C.; la lavorazione del ferro nel Siegerland sarebbe pertanto continuata per circa 2500 anni, fino al 29 marzo 1965 giorno della chiusura della miniera di Grube Georg a Willroth.